# João José de Áustria
Don Juan José de Áustria, também conhecido em português por João José de Áustria, ou anteriormente por D. João d´Áustria, o Moço (Madrid, 7 de abril de 1629 — Madrid, 17 de setembro de 1679), foi filho bastardo do rei Filipe IV, e o único por ele reconhecido (1642).

## Vida
Sua mãe era a atriz Maria Inés Calderona ou La Calderona. Se dizia que era amante do Duque de Medina de las Torres, poderoso confidente do Rei, o qual acabaria desterrado. Filipe IV a conheceu em 1627 aos 22 anos, embora casado havia sete; ela teria 16 anos e era atriz no Corral de la Pacheca; entrou mais tarde para o Mosteiro de Valfermoso, no Vale de Utande, onde morreria abadessa. A relação entre ambos resistiu por dois anos.
Um menino, fruto da relação com o rei, lhe foi retirado e entregue a um humilde casal de Leão, e depois levado a Ocaña. Reconhecido Infante e Grão Prior da Ordem de Malta em Leão e Castela (Ordem de São João) com residência em Consuegra de Toledo aos 13 anos, jovem prior de Consuegra, em cujo castelo juntou pequena corte. Recebeu educação principesca, a si adequada, em Ocaña; teve influência durante a menoridade do rei Carlos II, seu meio-irmão.
Dedicando-se a empresas de caráter militar, distinguir-se-á apenas em Nápoles; terá fracassos em Flandres e em Portugal. Em 1647 foi nomeado Príncipe do Mar, o mais alto cargo da Marinha; em 1648 foi nomeado vice-rei de Nápoles e da Sicília. A intervenção na guerra da Catalunha, de onde foi Vice-rei foi seu segundo êxito: dedicou 1651 e 1652 à pacificação da Catalunha, obtendo a rendição de Barcelona em 11 de outubro de 1652. Vice-reinou ali até 1656.
Neste ano de 1656, quando o Arquiduque Leopoldo Guilherme se demitiu como Governador de Flandres, foi nomeado comandante até março de 1659. Manteve a guerra contra a França, em circunstâncias difíceis. Com a colaboração do Marquês de Caracena conseguiu restabelecer a situação, liberando a praça forte de Valenciennes. Derrotou Turenne em Cambrai. Entretanto, em 14 de junho de 1658, sofreu nas Dunas uma derrota grave, perdendo Dunquerque.
Pouco depois, foi relevado deste cargo para tarefa ainda mais difícil, a de recuperar Portugal. Em 20 de Fevereiro de 1661, seu pai emitiu-lhe oficialmente o título de "Capitão Geral da Conquista do Reino de Portugal". Desse ano a 1665 passou quatro anos de luta sem êxito na Estremadura, junto à fronteira portuguesa, acusado de preguiçoso… A situação só acabará pela inversa, quando lhe é permitido atuar, invadindo Portugal com grande exército, sofrendo uma pesada derrota na Batalha de Ameixial em 8 de junho de 1663, desfeita que terminou sua vida militar.
Em Setembro de 1665, viu morto o rei, com quem mantinha frias relações nos últimos anos. Liderou então a oposição contra sua madrasta a rainha Mariana. Em 1677 conseguiu expulsar o seu favorito, padre João Everardo Nithard, jesuíta austríaco. Por sete anos haveria dois centros políticos distintos, quase duas cortes, a madrilena, onde a Rainha e seu novo valido Fernando de Valenzuela imperavam, e a de Saragoça, onde D. Juan José se preparava para ocupar o governo.
Em 6 de Novembro de 1675, na maioridade aos 14 anos de Carlos II, tudo parecia se encaminhar a uma solução pacífica, pois conseguiu ser nomeado primeiro-ministro - mas tudo ficou no papel, de modo que se sentiu desmoralizado, voltou a Saragoça, preparou um golpe de Estado, voltou com tropa e em 23 de janeiro de 1677 alcançou enfim ser primeiro-ministro, começando um governo que duraria 31 meses.
Logo a 17 de setembro de 1678 foi forçado à Paz de Nimegue com Luís XIV. Perdeu a saúde, retirou-se da corte e viveu confinado em Aragão.
Deixou uma filha também bastarda, doña Maria Catarina Isabel de Áustria, que viveu retirada em um mosteiro em Berlemon e morreu em Bruxelas, a 26 de novembro de 1714.